# هيتشبيرغ
هيتشبيرغ أول امرأة عرفت بكتابة عمل أدبي كامل والكاتبة الوحيدة لحياة القديس في عصر الكارولنجية. تأسس هايدنهايم كمنسك للرهبان عام 752 على يد وينبالد وهو من الأنجلو ساكسون عند وفاته عام 761 ورثته أخته وحولته إلى منسك مزدوج وأدخلت فيه الراهبات. كانت هيتشبيرغ من بين أولئك الذين جاءوا إلى هايدنهايم مباشرة بعد وفاة وينبالد. ربما كانت موجودة أصلا في ألمانيا.
كانت هيتشبيرغ على حد تعبيرها أنها قريبة متواضعة لوينبالد ووالبيرج وأخيهما وينبالد. في يوم الثلاثاء 23 يونيو 778، أثناء زيارته لهايدنهايم أملى قصة حجه إلى الأرض المقدسة في السبعينيات من القرن الماضي. على إثر ذلك، قررت هيتشبيرغ بعد ذلك بعمل سيرة ذاتية لوينبالد باسم هودويبوريكون، (علاقة رحلة) واطلق عليها المحررون الاسم التقليدي (حياة وينبالد).
على الرغم من وجود معارضة لكتاباتها داخل المنسك، شجعها واللبرغ وكتبت سيرة أخرى وهي سيرة وينبالد وعلى الرغم من أن عمليها كانا مشروعًا واحدًا، تم الانتهاء منه بحلول عام 780، إلا أنهما منفصلان نصيًا، مما يشير إلى استخدامها للتقارير الشفوية وشهادات شهود العيان، وكانت هي نفسها شاهدة على بعض اعاجيب ما بعد الوفاة التي تنسبها إلى اعتراض وينبالد.
لم يكن اسم الراهبة التي كتبت حياة ويليبالد ووينبالد معروفًا حتى عام 1931 حين اكتشفها برنهارد بيشوف في أقدم مخطوطة من حوالي 80 سنة.

## روابط خارجية
- جمعية نصوص حجاج فلسطين (1891): The hodæporicon of Saint Willibald (ca 754 AD) by Roswida
- قالب:PASE
- Huneberc of Heidenheim: The Hodoeporican of St. Willibald, 8th Century at the Internet Medieval Sourcebook